# Sojuz T-13
Sojuz T-13 (ryska: Союз Т-13) var en flygning i det sovjetiska rymdprogrammet. Flygningen gick till rymdstationen Saljut 7. Farkosten sköts upp med en Sojuz-U2-raket från Kosmodromen i Bajkonur den 6 juni 1985. Den dockade med rymdstationen den 8 juni 1985. Farkosten lämnade rymdstationen den 25 september 1985. Den återinträdde i jordens atmosfär och landade i Sovjetunionen den 26 september 1985.
Efter att Sojuz T-12 lämnat stationen året före hade en sensor gått sönder. Det gjorde att stationens styrsystem inte visste var solen var och därför inte kunde ställa in solpanelerna. Efter en tid tog batterierna ombord slut och allt ombord stannade, värme, luftrening med mera och stationen började driva fritt och rotera runt sin egen axel. Detta gjorde det extra svårt för Sojuz T-13 att docka med stationen. I slutet av juli var stationen helt återställd.